# ハリー・トンプソン (スパイ)
ハリー・トーマス・トンプソン（Harry Thomas Thompson, 1908年 - ?）は、アメリカの海軍事務係下士官(yeoman)。1934年から1935年にかけて大日本帝国のスパイとして活動し、アメリカの軍事情報を秘密裏に収集していた。彼は第一次世界大戦後、初めてスパイとして摘発されたアメリカ人であった。
トンプソンはメリーランド州の牧場に生まれ育った。海軍の下士官であったが、1934年夏には退役している。カリフォルニア州サンペドロにてタニー氏(Mr. Tanni)を名乗る人物がトンプソンに接触し、最初に500ドル、そして毎月200ドルを支払うという条件で彼をスパイとして運営した。トンプソンは事務係下士官の制服を着用して海軍艦艇に浸透し、乗組員から情報収集を行った。その他にも様々な手段でサンディエゴに司令部を置く太平洋艦隊に関する情報を収集したトンプソンは、それらを全てタニー氏へと送った。このタニー氏なる人物の正体はスタンフォード大学に駐在していた日本海軍少佐、宮崎俊男であった。
その頃、アメリカ海軍情報局(ONI)局長のウィリアム・D・プレストン大尉は留学生を潜在的なスパイ容疑者として調査していた。その折に日本語の通信が傍受・解読された事により、宮崎も重要なスパイ容疑者として扱われるようになる。
暗号解読者アグネス・マイヤー・ドリスコルは、傍受された通信に頻繁に現れるトミムラ(To-mi-mu-ra)なる単語をマークした。ドリスコルが日本語学者に調査を依頼したところ、当初その学者はこれが日本語の苗字ではないかと指摘したものの、ドリスコルは同意しなかった。次にその学者はムラ（村）という言葉が町を意味し、またその漢字が「ソン」(son)とも発音される点を指摘した。ドリスコルはTomiとSonを組み合わせたトミソン(Tomison)という言葉が、日本人がThompsonを発音する際の音「トムソン」に非常に近いとして、トミムラはトンプソンを指すコードネームであると推測した。さらにトンプソンのルームメイトだったウィラード・ジェームズ・トレンティンによるONIへの通報が決定的な証拠となった。トレンティンが語ったところによれば、トンプソンは自分が日本軍のスパイとして活動していることをほのめかしていたという。通報後まもなくトンプソンはONIの監視下に置かれ、1936年3月に軟禁された。なお連邦捜査局(FBI)によるトンプソンの逮捕に先立ち、宮崎は国外追放処分を受けて日本へと帰国している。
トンプソンの裁判は1936年7月2日から始まり、1917年スパイ法の元で有罪判決を受けた。裁判中、トレンティンは特にトンプソンに対して不利な証言を積極的に行った。最終的にはマクニール島刑務所での懲役15年を言い渡された。
作家アラン・ハインドは1943年に宮崎・トンプソン事件を題材にした書籍『Betrayal From the East: The Inside Story of Japanese Spies in America』を執筆している。同書でハインドは「1936年3月5日、トンプソン氏逮捕のニュースが新聞に踊った。これはワシントンD.C.に大きな衝撃を与えた」と記している。海軍情報部員エリス・M・ザカライアスも宮崎・トンプソン事件に関して書籍『Secret Missions: The Story of an Intelligence Officer』の中で触れている。